# Phanaeus demon
Espèce
Phanaeus demon est une espèce d'insectes coléoptères de la famille des Scarabaeidae. 

## Description
Phanaeus demon présente un corps vert brillant avec une corne dressée recourbée vers l’extrémité de sa tête. Sa taille varie entre 10 et 26 mm de longueur.

### Alimentation
Comme la plupart des insectes du genre Phanaeus, Phanaeus demon est coprophages et se nourrit de matières fécales d'animaux sauvages.  Les larves se développent dans la bouse d'animaux herbivores.

## Liste des sous-espèces
Selon BioLib (1er avril 2025) :
- Phanaeus demon demon Castelnau, 1840
- Phanaeus demon excelsus Bates, 1887
- Phanaeus demon obliquans Bates, 1887

## Répartition et habitat
Phanaeus demon se rencontre sur la côte Pacifique depuis le Mexique jusqu'au Nord du Costa Rica. Cette espèce est présente dans les broussailles semi-désertiques et les forêts ouvertes et ce depuis le niveau de la mer et jusqu'à 1 900 m d'altitude.

## Systématique
Le nom valide complet (avec auteur) de ce taxon est Phanaeus demon Castelnau, 1840,.
Phanaeus demon a pour synonyme :
- Phanaeus pegasus Sturm, 1843

### Publication originale
- Comte de Castelnau, Histoire Naturelle des Insectes Coléoptères : Avec une introduction renfermant l'anatomie et la physiologie des animaux articulés, par M. Brullé, t. 2, Paris, P. Duménil, 1840, 564 p. (lire en ligne), p. 81.